# Frankenstein und die Ungeheuer aus dem Meer
Frankenstein und die Ungeheuer aus dem Meer (japanisch ゴジラ・エビラ・モスラ　南海の大決闘, Gojira, Ebira, Mosura: Nankai no Daikettō; deutsch „Godzilla, Ebira, Mothra: Großes Duell in der Südsee“, englisch Ebirah. Horror of the Deep) ist ein japanischer Monsterfilm (japanisch Kaijū Eiga) mit der Riesenechse Godzilla als Hauptfigur. Entgegen dem Titel hat der 1966 erschienene Film nichts mit Frankenstein zu tun; dieser taucht nur im deutschen Verleihtitel auf.

## Handlung
Der junge Japaner Ryota erfährt, dass sein verschollener Bruder Yata möglicherweise gar nicht bei einem Bootsunfall gestorben ist, sondern in Wahrheit noch lebt. Darum stiehlt er gemeinsam mit seinen Freunden Mita und Yata eine Yacht; gemeinsam machen sich die Männer auf die Suche nach dem Vermissten. An Bord finden sie Yashi vor, der sich jedoch auch unbefugt auf der Yacht aufhält. Am nächsten Morgen stellen die Freunde fest, dass Yashi die Yacht aufs Meer hinausgefahren hat.
Während der Fahrt wird die Yacht von der Riesenkrabbe Ebirah angegriffen; die Männer können sich an den Strand einer Insel retten. Dort treffen sie auf das junge Mädchen Daiyo. Diese erzählt von einem auf der Insel lebenden Mann, der der gesuchte Yata sein könnte. Das Mädchen gehört zu den Bewohnern dieser Insel. Diese wurden von der Organisation „Roter Bambus“ versklavt, die auf der Insel mit chemischen Waffen experimentiert. Diese Organisation schüttet auch eine gelbe Substanz ins Wasser, um Ebirah von Insel und Anlage fernzuhalten.
In einer Höhle finden die Freunde den im Tiefschlaf liegenden Godzilla vor. Ein Versuch, in die Fabrik der Terroristen einzubrechen und die versklavten Ureinwohner der Insel zu befreien, scheitert. Die Freunde verlegen ein langes Kabel zu Godzilla; wenig später schlägt ein Blitz in das Kabel ein und weckt Godzilla.
Mita kann die Sklaven zum Aufstand gegen den „Roten Bambus“ ermuntern und bringt sie auf die Idee, die gelbe Substanz gegen eine wirkungslose Substanz auszutauschen, um Ebirah gegen den „Roten Bambus“ kämpfen zu lassen. In der Zwischenzeit findet Ryota auch seinen Bruder Yata wieder.
Godzilla und Ebirah treffen aufeinander; beim Kampf zwischen den beiden zieht Ebirah den Kürzeren. Wenig später zerstört Godzilla die Fabrik des „Roten Bambus“. Die Mitglieder des „Roten Bambus“ aktivieren eine Bombe zur Zerstörung der Insel, werden jedoch beim Fluchtversuch von Ebirah getötet.
Riesenmotte Mothra transportiert die Freunde in einem Ballon von der Insel weg. Als nach der Zerstörung der Fabrik die Zerstörung der Insel droht, springt Godzilla in das rettende Wasser.

## Uraufführungen
- Japan: 17. Dezember 1966
- Deutschland: 16. Mai 1969[1]

## Hintergrund
Ursprünglich wollte die Produktionsfirma Tōhō den amerikanischen Riesenaffen King Kong zur Hauptfigur dieses Filmes machen. Doch da dem Lizenzgeber Rankin/Bass die Idee nicht gefiel, wurde als Hauptfigur Godzilla ausgewählt, der (wie die Krabbe Ebirah) im für japanische Monsterfilme üblichen Suitmation-Verfahren, also von einem Schauspieler in einem Gummikostüm, dargestellt wird. King Kong hingegen bekam seinen Auftritt dafür in Ishiro Hondas King Kong – Frankensteins Sohn im Jahr darauf.

## Rezeption
Das Budget dieses Films betrug 3,45 Millionen US-Dollar, das Einspielergebnis war 4,21 Millionen US-Dollar.

Der Film bekam eine überwiegend schlechte Bewertung, so wurde der Film auf der Webseite Rotten Tomatoes von den Kritikern zu 57 Prozent positiv bewertet. Auch ein schlechtes Ergebnis bekam der Film beim Publikum, dort gefiel der Film 38 Prozent des Publikums.

„Einfältig konstruierte Horrorgeschichte, primitiv in der Machart und streckenweise unfreiwillig komisch. (Fernsehtitel: "Godzilla - Das Ungeheuer aus dem Meer")“

„Dieser Farb-Breitwandfilm, mit beträchtlichem Aufwand und sehr geschicktem Trick [...] gedreht, stellt leider eine unglückliche, unklare Mischung von Agenten- und Science-Fiction-Stoff dar, dem es auch noch am gewünschten Gruseleffekt mangelt. Zusätzlich wird das Publikum durch den Titel irregeführt: Frankenstein erscheint gar nicht in diesem sogenannten Schocker. Trotzdem: möglich ab 14.“